# 1FLTV
1FLTV là đài truyền hình công cộng duy nhất tại Liechtenstein. Thành lập vào ngày 15 tháng 8 năm 2008. 1FLTV thuộc sở hữu của chính phủ và công ty truyền thông MEDIA1 Service AG.